# NGC 7255
NGC 7255 (другие обозначения — PGC 68721, MCG -3-57-6, IRAS22204-1547) — галактика в созвездии Водолей.
Этот объект входит в число перечисленных в оригинальной редакции «Нового общего каталога».